# Kaneelflankamazilia
De kaneelflankamazilia (Ramosomyia wagneri synoniemen: Leucolia wagneri en Amazilia wagneri) is een vogel uit de familie Trochilidae (kolibries). De vogel is vernoemd naar de Duits ornitholoog Helmuth Otto Wagner.

## Verspreiding en leefgebied
Deze soort is endemisch in zuidelijk Mexico.